# تيرون ميرز
تيرون ميرز (بالإنجليزية: Tyrone Mears)‏ (مواليد 18 فبراير 1983 في ستوكبورت - إنجلترا) لاعب كرة قدم إنجليزي يلعب حاليا لصالح نادي الدرجة الممتازة بيرنلي الإنجليزي منذ 2009 في مركز الظهير الأيمن .

## روابط خارجية
- تيرون ميرز على موقع رابطة كرة القدم الفرنسية للمحترفين (الإنجليزية)
- تيرون ميرز على موقع الدوري الأمريكي (الإنجليزية)
- تيرون ميرز على موقع إي إس بي إن إف سي (الإنجليزية)
- تيرون ميرز على موقع قاعدة بيانات كرة القدم.إي يو (الإنجليزية)
- تيرون ميرز على موقع ليكيب (الفرنسية)
- تيرون ميرز على موقع ناشيونال فوتبول تيمز (الإنجليزية)
- تيرون ميرز على موقع Soccerbase.com (لاعب) (الإنجليزية)
- تيرون ميرز على موقع Soccerway.com (الإنجليزية)
- تيرون ميرز على موقع عالم كرة القدم.نت (الإنجليزية)
- تيرون ميرز على موقع كووورة